# Saxonburg
Saxonburg es un borough ubicado en el condado de Butler en el estado estadounidense de Pensilvania. En el año 2000 tenía una población de 1,629 habitantes y una densidad poblacional de 715 personas por km².

## Geografía
Saxonburg se encuentra ubicado en las coordenadas 40°45′15″N 79°48′56″O / 40.75417, -79.81556.

## Demografía
Según la Oficina del Censo en 2000 los ingresos medios por hogar en la localidad eran de $32,159 y los ingresos medios por familia eran $41,875. Los hombres tenían unos ingresos medios de $37,500 frente a los $24,135 para las mujeres. La renta per cápita para la localidad era de $21,931. Alrededor del 9.6% de la población estaba por debajo del umbral de pobreza.